# Dmitri Anatoljewitsch Scherebtschenko
Dmitri Anatoljewitsch Scherebtschenko (russisch Дмитрий Анатольевич Жеребченко; * 27. Juni 1989 in Kurtschatow, Russische SFSR, Sowjetunion) ist ein russischer Florettfechter.

## Erfolge
Dmitri Scherebtschenko gewann bei den Europaspielen 2015 in Baku mit der Mannschaft die Bronzemedaille. Im Einzel erreichte er das Viertelfinale. Seinen größten Erfolg feierte er bei den Weltmeisterschaften 2017 in Leipzig mit dem Gewinn des Titels in der Einzelkonkurrenz. Zudem sicherte er sich im Mannschaftswettbewerb der Europameisterschaften in Tiflis Silber. Im Jahr darauf folgten der Gewinn der Bronzemedaille in der Mannschaftskonkurrenz der Weltmeisterschaften in Wuxi sowie der Gewinn des Europameistertitels mit der Mannschaft in Novi Sad. 2019 erfocht er in Budapest Bronze im Einzel der Weltmeisterschaft.